# Jakeem Thunder
Jakeem Thunder (Jakeem Johnny Williams), inicialmente llamado J.J. Thunder, es un personaje ficticio en el Universo DC Comics, miembro del equipo de superhéroes de la Sociedad de la Justicia de América.
El personaje aparece en la segunda temporada de Stargirl en The CW Network, interpretado por Alkoya Brunson.

## Historial de publicaciones
Jakeem apareció por primera vez en Flash (vol. 2) # 134 (febrero de 1998), y fue creado por Grant Morrison, Mark Millar y Paul Ryan.

## Biografía ficticia
Jakeem Johnny Williams es un adolescente precoz de Keystone City, hogar de Jay Garrick (el Flash original) y Wally West (uno de los sucesores de Garrick). La madre de Jakeem dejó a su padre cuando todavía estaba embarazada del niño y él quedó huérfano cuando su madre murió de cáncer. A su tía Lashawn se le concedió la custodia y su padre, Phil, nunca supo (y aún no sabe) sobre su nacimiento. Jakeem se convirtió en un niño autosuficiente que creció en las calles y adoptó una actitud dura y grosera para sobrevivir.
Cuando Johnny Thunder comenzó a perder el control sobre su "genio" Thunderbolt debido al deterioro de su salud mental, puso al genio dentro de un bolígrafo de tinta. Sin saber su peligro, Jay Garrick le dio la pluma a Jakeem.
Poco después, el mundo fue amenazado por Lkz, un genio azul similar al Thunderbolt pero de naturaleza maligna. La Liga de la Justicia de América y la Sociedad de la Justicia de América se unieron para luchar contra el ser, después de lo cual Jakeem descubrió que el Thunderbolt en realidad provenía de la Quinta Dimensión y se controla diciendo su nombre (Yz) al revés ("Say You"). Jakeem trabajó con un pequeño grupo de miembros de JSA, mientras intentaban mantenerse con vida mientras Yz y Lkz luchaban por todo el espacio. Jakeem incluso intentó golpear a Qwsp, un tercer genio que vino a amenazar al grupo.
Qwsp es arrestado por la policía de Quinta Dimensión. Con la ayuda del Capitán Marvel, Jakeem fue capaz de fusionar a Yz con Lkz, quien fue controlado diciendo la frase So Cûl (pronunciada "tan genial"). El Yz de tono rosa y el Lkz de tono azul formaron un nuevo genio púrpura llamado Ylzkz, con este nuevo genio también controlado por la frase "tan genial".

### Sociedad de la Justicia de América
Jakeem se une a la Sociedad de la Justicia con cierta reticencia como miembro a tiempo parcial. Jakeem es recibido por la joven heroína Courtney Whitmore (Star-Spangled Kid, que más tarde cambia su nombre en clave a Stargirl), quien se convierte en una amiga y una influencia positiva en él. También se beneficia de la guía del propio Johnny Thunder. Él y Hourman (Rick Tyler) también construyen una amistad fraternal. Como Johnny antes que él, a menudo causa problemas al desear cosas sin querer, debido a órdenes mal redactadas.
Durante el arco de la historia de "Last Laugh" donde ciertos villanos en el universo de DC han sido afectados por el gas de la risa del Joker, un Solomon Grundy Jokerizado ataca la sede de JSA. Su ataque inicial implica dejar caer la cabeza de la Estatua de la Libertad fuera de las puertas de la JSA y noquear al entonces cuidador del museo, Alexander Montez. Jakeem y Courtney son los únicos dos en la sede en ese momento. Su lucha contra Grundy va mal, ya que roba la pluma de Jakeem y se retira a las alcantarillas. Jakeem le dice a Courtney que quiere recuperar el bolígrafo no porque vea al Thunderbolt como su poder, sino porque el Thunderbolt es su amigo.
Durante la pelea con Grundy, Jakeem casi es noqueado por el gigante. Se da cuenta de que Courtney está en grave peligro y desesperada, se estira para alcanzar su pluma, justo fuera de su alcance. Una ola de energía de color rosa violáceo aparece en sus ojos y alrededor del bolígrafo, que levita en sus manos. Jakeem se pregunta brevemente cómo ha sucedido esto, pero decide averiguarlo más tarde. La pelea sirve como una experiencia de unión entre los dos jóvenes héroes. Jakeem hace que Thunderbolt arregle la estatua.

### Johnny Thunderbolt
También en el transcurso de la batalla con Grundy, Jakeem cura sin saberlo a su predecesor Johnny Thunder de su Enfermedad de Alzheimer. Desafortunadamente, Johnny cae inmediatamente presa del Ultra-Humanidad, que se apodera del cuerpo de Johnny para controlar los poderes del Thunderbolt. En la historia de "Stealing Thunder", Jakeem es uno de los varios héroes que quedan libres del control de Ultra. Finalmente, Jakeem le arrebata el control del Thunderbolt a Ultra, pero Johnny Thunder pierde la vida. Jakeem entonces desea que el Thunderbolt pueda salvar a Johnny de alguna manera, por lo que el genio elige fusionarse con Johnny, creando un nuevo ser con los recuerdos de ambos. Más tarde asume el nombre de Johnny Thunderbolt. Johnny Thunderbolt se parece a Johnny, aunque no está claro cómo interactúan las personalidades de Johnny y los dos genios, y si alguna personalidad es dominante. Se informa a la familia de Johnny de su muerte y se lleva a cabo un funeral en Valhalla, un cementerio de superhéroes. La familia no sabe que él vive como Thunderbolt. El Thunderbolt finalmente deja de mostrar la imagen de Johnny mientras sigue hablando como él.

### Problemas del padre
Con la ayuda de Johnny, Jakeem conoce a su padre biológico Phil, que ahora es estudiante de ingeniería. Jakeem no revela su verdadera identidad, pero también conoce a la esposa de Phil, Jennifer, y a su medio hermano menor. Está desgarrado por su deseo de volver a conectarse con su padre biológico, pero teme que altere la vida de Phil.

### Crisis infinita
En los albores de la historia de la "Crisis infinita", el Espectro lleva a Jakeem a través de su pluma a la Quinta Dimensión, donde sucumbe a las maquinaciones de Qwsp y se convierte en un tirano loco. El Thunderbolt reúne un ejército para luchar contra él, incluido el hijo de Thunderbolt, Shocko y la esposa de Shocko, Peachy Pet. Con la ayuda de la JSA, Jakeem se libera de la influencia maligna de Qwsp. Entre los prisioneros de Qwsp se encuentra Johnny Thunder, aparentemente separado del Thunderbolt y viviendo en la Quinta Dimensión. Durante el enfrentamiento, Mister Terrific convence al Thunderbolt de enfrentarse a Jakeem a pesar de sus reglas habituales, lo que le permite a la JSA revelar la posesión de Jakeem por parte de Qwsp y restaurarlo a la normalidad. Tras el regreso de la JSA de la Quinta Dimensión, encuentran al villano Mordru luchando con Nabu. Jakeem salta el arma y toma medidas contra el mago malvado (que previamente le había cortado la garganta a Jakeem). Jakeem le devuelve el favor apuñalando a Mordru en la garganta con su bolígrafo, luego invoca al Thunderbolt y electrocuta a Mordru. Jakeem luego le pide al Thunderbolt que envíe a Mordru "a algún lugar donde ninguno de nosotros tenga que volver a verlo" (seguido por primera vez por un "por favor").

### Regreso
Cuando Jakeem y Thunderbolt regresaron a la JSA, Jakeem conoció a los nuevos miembros del equipo que se habían unido durante su ausencia. Sin embargo, se enojó cuando se enteró de que no había habitaciones para quedarse, debido a la gran plantilla del equipo. Pronto se encontró con la recluta más reciente, Lightning, de quien se enamoró de inmediato, aunque ella nunca le devolvió el sentimiento. Poco después, en un arco de la historia de Thy Kingdom Come, cuando William Matthews, también conocido como Gog, atacó a Brownstone, Jakeem rápidamente trató de hacer que Thunderbolt lo atacara, pero fue noqueado instantáneamente por Gog. Más tarde, cuando apareció el verdadero Gog, Jakeem tomó una pequeña parte en la batalla que siguió, principalmente permaneciendo en un segundo plano. Jakeem fue visto por última vez en la fiesta de cumpleaños de Stargirl, cuando le dio una foto de él y otros nuevos reclutas del equipo, agradeciéndole por ser una maestra para ellos.
En Blackest Night: JSA, Mr. Terrific crea una "bomba Black Lantern". Él menciona que Jakeem fue la primera persona en ser eliminada por Black Lantern Terry Sloane, ya que Jakeem tiene el poder del Thunderbolt. Mr. Terrific usó a Green Lantern, Dr. Fate, Lightning y Stargirl para crear la bomba exitosa que había imitado los poderes de Thunderbolt. Tan pronto como estuvo completo, Mr. Terrific hizo estallar la bomba, eliminando todos los Black Lanterns en la ciudad de Nueva York.
Jakeem no fue visto con la JSA o la JSA All-Stars recién formada después de Blackest Night, pero hizo un cameo como uno de los dolientes en el funeral de Damage. Después de los eventos de Flashpoint, Jakeem y el resto de la JSA aparentemente son eliminados de la línea de tiempo reiniciada de The New 52, con la Liga de la Justicia asumiendo el control como el primer equipo de superhéroes conocido públicamente del mundo.
En la secuela de "Watchmen" "Doomsday Clock", el Doctor Manhattan deshace el experimento que borró a la Sociedad de la Justicia y la Legión de Super-Héroes de la historia, devolviéndolas al Universo DC. Jakeem se encuentra entre los miembros de la Sociedad de la Justicia que regresan y se reúne con Johnny Thunder en su forma de Johnny Thunderbolt.
Jakeem más tarde se encuentra con los Jóvenes Titanes después de que Djinn es obligada por su hermano Elias a convocar a Johnny Thunderbolt. Elias ataca a Johnny Thunderbolt y arranca un artefacto conocido como la Piedra de las Almas de su cuerpo, dejando a Jakeem impotente. Cuando los Titanes casi mueren mientras intentaban salvar a Djinn, Jakeem descubre que parte del poder de Johnny Thunderbolt está dentro de su cuerpo y es capaz de salvar a los jóvenes héroes. Después de la derrota de Elias, Djinn restaura a Johnny Thunderbolt y se va con Jakeem para explorar su nueva libertad.

## Poderes y habilidades
Jakeem tiene la capacidad de convocar y controlar a un genio de la Quinta Dimensión en forma de "Johnny Thunderbolt". El genio puede cumplir cualquier deseo de Jakeem, aunque ocasionalmente sigue los deseos de Jakeem de manera demasiado literal. Las habilidades del Thunderbolt se han visto limitadas debido a ciertas limitaciones de acuerdo con las nuevas reglas de la Décima Edad de la Magia. Hourman declaró que Thunderbolt puede seguir los comandos de las grabaciones de la voz de Jakeem que se grabaron en las T-Spheres de Mr. Terrific, aunque esto nunca se vio en acción.

## En otros medios
Jakeem Thunder aparece en la segunda temporada de Stargirl, interpretado por Akloya Brunson. Esta versión es un jugador, el hermano de la mejor amiga de Cindy Burman, Jenny Williams, con quien tiene una mala relación, y un amigo del hermanastro más joven de Courtney Whitmore y el hijo de Pat Dugan, Mike. Después de ser aludido en el episodio de la temporada uno "Wildcat", Jakeem debuta en el episodio de la temporada dos "Escuela de verano: Capítulo tres", durante el cual Mike se apodera de la pluma de Johnny Thunder y, sin saberlo, la desea en posesión de Jakeem después de una confrontación con Shade. Después de conocer a Thunderbolt a través de Mike, Jakeem ayuda a la Sociedad de la Justicia de América y sus aliados a luchar contra Eclipso.